# جيري ميرتنز
جيري ميرتنز (بالإنجليزية: Jerry Mertens)‏ هو لاعب كرة قدم أمريكية أمريكي، ولد في 5 يناير 1936 في راسين في الولايات المتحدة.

## وصلات خارجية
- جيري ميرتنز على موقع مرجع كرة القدم المحترفة.كوم (الإنجليزية)